# ユッコ・ミラー
ユッコ・ミラー（12月25日 - ）は、日本のジャズ/フュージョン・サックス奏者、作曲家、編曲家、YouTuber。YouTubeのチャンネル登録者数は約22万人（2025年7月16日時点）。2015年11月までの旧名義は、大西 由希子（おおにし ゆきこ）。

## 来歴
三重県伊勢市出身。皇學館高等学校 の第40期生。
母の勧めで3歳の頃からピアノを習い始める。高校で吹奏楽部に所属しサックスを始める。
エリック・マリエンサル、川嶋哲郎、河田健に師事。
19歳でプロデビュー。
2009年
- WBA世界スーパーウェルター級ボクシングタイトルマッチのリング上で国歌「君が代」の独奏を務める[9]。

2012年
- 12月27日、サックス教則DVD「アドリブ・ サックス・パーフェクト・マスター」（アトス・インターナショナル）をリリース。Amazonにてベストセラー入りする[10]。
- 米国オーディオメーカーKOIのイメージキャラクターを務める。アパレルブランドのPVに主演モデルとしても出演[11]。

2013年
- JazzPageによる2013年ジャズ人気投票のサックス部門で1位を獲得[12]。

2014年
- マレーシアの「World Youth Jazz Festival 2014」、韓国の「World Music Festival 2014」など、海外のジャズフェスティバルに出演[13][14]。
- 11月12日、東京六本木クラップスにて「エリック・マリエンサル vs 大西由希子 師弟対決バトルライブ」が開催された[15]。

2015年
- キャンディー・ダルファーの公演に観客として観に行き、終演後のサイン会で演奏を披露[7]。ダルファー本人に演奏を気に入られ、ブルーノート東京でのキャンディー・ダルファー来日公演に異例のスペシャルゲストとして出演した[16][17]。
- BSジャパン開局10周年記念番組「美女JAZZ」から生まれた女性ユニット「JAZZ LADY PROJECT」のメンバーとしても活動。6月3日に発売されたアルバム「GIRL TALK」に参加[13]。
- 12月1日、東京ラドンナ原宿で開催された「大西由希子バースデーライブ」において、今後はユッコ・ミラーという新たなアーティストネームで活動していくことを発表[18][19]。

2016年
- 9月7日、キングレコードからファーストアルバム『YUCCO MILLER』を発表し、メジャーデビュー[20]。レコーディングはニューヨークにて、ロニー・プラキシコのプロデュースにより行われた。各種メディアにも多数取り上げられ、ベストセラーとなる[21]。
- 11月25日・12月15日、ザ・グレン・ミラー・オーケストラのジャパンツアーにスペシャルゲストとして出演[22][7]。

2017年
- 1月25日、参加しているユニット「JAZZ LADY PROJECT」の3rdアルバム『CINEMA LOVERS〜映画に恋して〜』（キングレコード）リリース。
- 2月22日、キングレコードより発売されたAKB48公認ブラバンCD「ブラバンAKB48！vol.2」に、スペシャルゲストとしてアルトサックスで参加。
- 4月26日、ロケットミュージック社より発売された「吹奏楽部員のための“スケールクリアファイル”」のサックス用の監修を務める。
- 5月27日、伊勢志摩サミット三重県の「みえ国際ウィーク2017」にて、三重県主催「ユッコ・ミラー講演会」が開催される。
- 9月24日、韓国ソウルにて開催された「日韓交流おまつり2017 in Seoul」にゲスト出演。
- 9月26日、ビルボードライブ東京で開催された、テラス・マーティン来日公演にゲスト出演。
- 11月12日、ザ・グレン・ミラー・オーケストラのジャパンツアーに2年連続でスペシャルゲストとして出演[23]。

2018年
- 2月10日 - 18日、9月13日 - 21日、村上ポンタ秀一とのライブツアー「ポンコ・ミラー"みなくる"ツアー2018」を行う。
- 3月14日、2ndアルバム『SAXONIC』（キングレコード）をリリース。ピコ太郎のプロデューサーとしても知られる古坂大魔王作曲のコラボレーション曲も収録されており、メディアから注目を集める[要出典]。
- 5月、公式YouTubeチャンネルにてYouTuberとしての活動を開始する[24][7]。
- 8月22日、TRIXの15周年ニューアルバム『FESTA』（キングレコード）にサックスとエアロフォンでゲスト参加。アルバムリリース全国ツアーにもゲスト出演する。
- 雑誌「サックス・ワールド」にて、約1年間に渡る新連載「Rolandエアロフォン ユッコ・ミラーのエアロフォン実践活用講座」を開始。

2019年
- 2018年にリリースした2ndアルバム『SAXONIC』（キングレコード）が、「NISSAN PRESENTS JAZZ JAPAN AWARD 2018 アルバム・オブ・ザ・イヤー」ニュー・スター部門を受賞。
- 川嶋哲郎とのYouTube番組「ユッコ＆てっくる」を開始。
- 2月27日、TRIXのライブ映像DVD「TRIX LIVE in Tokyo 2018 feat.Yucco Miller」（キングレコード）にサックスでゲスト参加。
- 2月27日、ヴィジュアル系ロック・バンド摩天楼オペラのニューアルバム「Human Dignity」（ベルウッドレコード）にサックスでゲスト参加。
- 5月2日、公式YouTubeチャンネルのチャンネル登録者数が10万人を突破し、アメリカのYouTube本社より銀の盾が授与された。
- 9月11日、3rdアルバム『Kind of Pink』（キングレコード）をリリース。グラミー賞を3度受賞しているデイヴィッド・マシューズがアレンジとピアノで参加している。
- 11月、川嶋哲郎とのサックス四重奏ユニット「ミラックル四重奏」の活動をスタートさせる。メンバーは、ユッコ・ミラー（as,ss）、川嶋哲郎（ts）、立花秀輝（as）、田中邦和（bs）。
- 12月18日、作曲・編曲・演奏を務めた「JAZZ-ON!」アニメソング楽曲「Light away!」がリリースされた。iTunesのJAZZチャートで連続1位を獲得。

2020年
- 2月19日、サクソフォンソロ楽譜「ユッコ・ミラー・シリーズ」がロケットミュージックより発売される。
- 3月31日、バラエティー番組「芸能人格付けチェック」（テレビ朝日系列）の出演メンバーで、バンド「プラスチックメタル」を結成。メンバーは、ユッコ・ミラー（Sax）、曽根麻央（Tp）、馬場桜佑（Tb）、小室響（Key）、中村裕希（Ba）、渡邊シン（dr）。
- 4月22日、公式ファンクラブ「MILLER CREW」が開設される。
- 9月3日発売のAKAIスピーカー内蔵ウインド・シンセサイザー「EWI SOLO」の公式プロモーションビデオに出演。
- 11月20日発売のヤマハデジタルサックスの公式プロモーションビデオと新商品発表会に出演。プロモーションビデオの作曲と演奏も務める。

2021年
- 3月10日、仮BANDのニューアルバム「仮BAND with Friends.-Live at Streaming-」（ベルウッドレコード）にサックスでゲスト参加。
- 5月31日、ヴィジュアル系ロック・バンドダウトのニューシングル「赤春の林檎」にサックスでゲスト参加。
- 10月13日、4thアルバム『Colorful Drops』（キングレコード）をリリース。8曲目「Fly Me To The Moon」では歌唱も披露した[7]。
- 12月22日、JUVENILEのニューアルバム「INTERWEAVE 02」（HPI Records）にサックスでゲスト参加。
- 12月、全国の楽器店員と一般ユーザーが投票して「今、世に広めたいイチ押しプレイヤー」を決める『楽器店大賞 2021』でサックス部門の大賞を受賞した。

2022年
- 5月18日、演歌歌手中西りえのニューシングル「アイツなんて feat.ユッコ・ミラー」（日本クラウン）の編曲と演奏を務める。
- 5月〜6月、ヴィレッジヴァンガードとユッコ・ミラーのコラボグッズが全国受注販売される。
- 8月9日、コロコロコミック×タミヤ公式YouTubeチャンネルとのコラボ企画でアニメ『爆走兄弟レッツ&ゴー!!』主題曲のユッコ・ミラーのサックス演奏動画が公開。
- 12月7日、5thアルバム『City Cruisin'』（キングレコード）をリリース。竹内まりやの名曲「プラスティック・ラブ」のカバーは、ユッコ・ミラー本人の歌唱バージョンも収録。

2023年
- 雑誌「The SAX」vol.112（4月号）にてキャンディ・ダルファー＆ユッコ・ミラーの対談記事が掲載される。
- 6月17日、香港で開催された「Culture Polygon Festival」に出演。
- 11月1日、6thアルバム『Ambivalent』（キングレコード）をリリース。収録曲の「Morning Breeze」はMBSテレビお天気部秋のテーマ曲(2023)に選曲される。
- 11月〜12月、アパレルブランドPIKO KAILAとユッコ・ミラーのコラボ商品が全国受注販売される。

2024年
- 5月25日、26日にさいたまスーパーアリーナで開催されたBABYMETAL主催のフェス「FOX FEST 2024」のBILMURIのステージに出演し、5月12日にKアリーナ横浜で開催された「KING SUPER LIVE 2024」DAY2にゲストアーティストとして出演。初のアリーナ出演を果たす。
- 6月〜7月、アパレルブランドPIKO KAILAとユッコ・ミラーのコラボ商品第二弾が全国受注販売される。
- 10月12日、中国上海で開催された世界最大規模の楽器博覧EXPO『Music China 2024』のヤマハステージでユッコ・ミラーのライブを行う。
- 12月11日、ユッコ・ミラーとH ZETTRIOの完全コラボアルバム『LINK』（キングレコード）をリリース。収録曲の「Emotional」がMBSテレビのテレビ番組「yogibo presents FREE STUDIO」、「MM-TV」のエンディングテーマにタイアップされる。

2025年
- 1月27日、ヤマハからユッコ・ミラーの初の楽譜集『アルトサックス ユッコ・ミラー SONGS』が全国発売される。

## エピソード
- 高校1年生のときに友達に誘われて入部した吹奏楽部で初めてアルトサックスに触れる[25]。
- 高校2年生の頃から部活後に、地元の三重県伊勢市の歩道橋の上や、観光文化会館前などで一人路上ライブをほぼ毎日行っていた。その時に客として見ていた作業着を着た見知らぬお兄さんからもらった120円を、“演奏によってお客さんからもらった初めてのお金”として、今でも大事に保管してある[26]。
- 高校2年生の時にグレンミラーオーケストラのライブを見に行き、終演後コンサート会場の外で待ち伏せをし、オーケストラのメンバーたちの前で一人でサックスを演奏した。「明日からのグレンミラーオーケストラの来日ツアーに君も参加しないか？」とメンバーに誘われるが、「明日学校があるから行けません」と断っている。しかしその後、2016年、2017年の来日ツアーへのゲスト出演が実現した[26][7]。

## ディスコグラフィ

### アルバム
| タイトル               | アーティスト   | 発売日         | レーベル       | その他                                                                                   |
| ---------------------- | -------------- | -------------- | -------------- | ---------------------------------------------------------------------------------------- |
| YUCCO MILLER           | ユッコ・ミラー | 2016年9月13日  | キングレコード | NY録音のメジャーデビュー作。ロニー・プラキシコによるプロデュース                         |
| SAXONIC (サキソニック) | ユッコ・ミラー | 2018年3月14日  | キングレコード | JAZZ JAPAN AWARD 2018 アルバム・オブ・ザ・イヤー（ニュー・スター部門）受賞作品           |
| Kind of Pink           | ユッコ・ミラー | 2019年9月11日  | キングレコード | グラミー賞受賞アレンジャーのデイヴィッド・マシューズがアレンジを務める                   |
| Colorful Drops         | ユッコ・ミラー | 2021年10月13日 | キングレコード | オリジナル新曲8曲＋ユッコ初のボーカル曲「Fly Me To The Moon」収録                        |
| City Cruisin'          | ユッコ・ミラー | 2022年12月7日  | キングレコード | ユッコ・ミラーのYouTube動画で反響のあった楽曲を中心としたカバー曲と、オリジナル2曲を収録 |
| Ambivalent             | ユッコ・ミラー | 2023年11月1日  | キングレコード | 書き下ろしの新曲「Morning Breeze」はMBSテレビお天気部2023秋のテーマ曲に選曲されている    |

### コラボアルバム
| タイトル | アーティスト                   | 発売日         | レーベル       | 備考                                                |
| -------- | ------------------------------ | -------------- | -------------- | --------------------------------------------------- |
| LINK     | ユッコ・ミラー feat. H ZETTRIO | 2024年12月11日 | キングレコード | ピアノ・トリオ「H ZETTRIO」とのコラボアルバム       |
| Dazz On  | H ZETTRIO feat. Yucco Miller   | 2025年9月17日  | apart.Records  | ピアノ・トリオ「H ZETTRIO」とのコラボアルバム第二弾 |

### 参加作品
| タイトル                                | アーティスト                   | 発売日         | レーベル           | その他                                             |
| --------------------------------------- | ------------------------------ | -------------- | ------------------ | -------------------------------------------------- |
| π3                                      | Po-Hoi2                        |                | AX Music           | 二曲にゲスト参加                                   |
| GIRL TALK                               | JAZZ LADY PROJECT              | 2015年6月3日   | EDOYA              |                                                    |
| おどるポンポコリン                      | ゴールデンボンバー             | 2016年11月9日  | Zany Zap           | テレビアニメ「ちびまる子ちゃん」主題歌。ゲスト参加 |
| Cinema Lovers                           | JAZZ LADY PROJECT              | 2017年1月25日  | キングレコード     |                                                    |
| ブラバンAKB48！vol.2                    | シエナ・ウインド・オーケストラ | 2017年2月22日  | キングレコード     | ゲスト参加                                         |
| FESTA                                   | TRIX                           | 2018年8月22日  | キングレコード     | ゲスト参加                                         |
| Human Dignity                           | 摩天楼オペラ                   | 2019年2月27日  | ベルウッドレコード | ゲスト参加                                         |
| WATER SONG                              | 川嶋哲郎                       | 2019年3月13日  | キングレコード     | "オオニシ ユキコ"名義での参加                      |
| Light away!                             | JAZZ-ON!星屑旅団               | 2019年11月27日 | JAZZ-ON!           | 作曲、演奏                                         |
| 仮BAND with Friends.-Live at Streaming- | 仮BAND                         | 2021年3月10日  | ベルウッドレコード | ゲスト参加                                         |
| 赤春の林檎                              | ダウト                         | 2021年5月31日  | ダウト             | ゲスト参加                                         |
| Friday Night TYO（feat.Yucco Miller）   | JUVENILE                       | 2021年12月22日 | HPI Records        | ゲスト参加                                         |
| アイツなんて feat.ユッコ・ミラー        | 中西りえ                       | 2022年5月18日  | 日本クラウン       | 編曲、演奏                                         |
| Mood in the Dancing feat.Yucco Miller   | H ZETTRIO                      | 2025年6月1日   | apart.Records      |                                                    |
| BONUS TRACKs ～最後の雨2025             | 中西保志                       | 2025年7月23日  | キングレコード     |                                                    |

### 映像作品
DVD
- アドリブ・サックス・パーフェクト・マスター（2012年12月27日発売、アトス・インターナショナル）
- TRIX LIVE in Tokyo 2018 feat.Yucco Miller（2019年2月27日発売、キングレコード） - Blu-ray
- Kind of Pink〈初回限定版-特典DVD〉（2019年9月11日発売、キングレコード）
- Colorful Drops〈初回限定版-特典DVD〉（2021年10月13日発売、キングレコード）

## 書籍

### 楽譜
- サクソフォンソロ楽譜 ユッコ・ミラー・シリーズ（ロケットミュージック）
- アルトサックス ユッコ・ミラー SONGS（2025年1月27日発売、ヤマハ）

## メディア出演

### テレビ
- 日本テレビ：「スッキリ!!」、「PON!」
- 読売テレビ：「情報ライブ ミヤネ屋」、「大阪ほんわかテレビ」、「す・またん！」
- フジテレビ：「ミュージックフェア」、「アウト×デラックス」、「千鳥のクセがスゴいネタGP」、「ノンストップ!」「LOVE MUSIC」、「音楽の架け橋〜音がつむぐストーリー〜」
- NHK総合：「バナナ♪ゼロミュージック」、「サオリーナオープン記念 サオリ祭’17」
- TBS：「世界の怖い夜!」、「有田哲平の夢なら醒めないで」「SASUKE」、「WBA世界スーパーウェルター級タイトルマッチ暫定王座決定戦（※ユッコ・ミラーが国歌「君が代」を独奏）」
- 朝日放送テレビ：「芸能人格付けチェック」、「おはよう朝日です」
- テレビ朝日：「激レアさんを連れてきた。」、「スーパーJチャンネル」
- テレビ東京：「元祖!大食い王決定戦」
- 毎日放送：「Catch!!」
- TOKYO MX：「音ボケPOPS」
- テレビ神奈川：「ありがとッ！」、「青春音楽バラエティ 吉井さん〜オヤジの音楽狩り〜」
- 北海道放送：「知らなくて委員会」
- 三重テレビ：「とってもワクドキ!」、「三重テレビ年越しスペシャル〜平成最後の年越し中継〜」
- 千葉テレビ：「シャキット！」
- MBS：「よんチャンTV」、「MM-TV」
- KBS京都テレビ：「おやかまっさん」
- BSフジ：「人生音楽劇場」、「我が青春のヒットキット」
- BSテレ東：「おんがく交差点」「エンター・ザ・ミュージック」
- 日テレプラス：「ミントジャズ」
- GYAO!：「ぶるぺん」
- ミュージック・エア「MA HEADLINES」
  - ＃357 ユッコ・ミラー（2018年5月17日《初回放送》）[28]
  - ＃518 ユッコ・ミラー（2023年11月4日《初回放送》）[29]
- BS-TBS：「MUSIC X」（2024年5月9日、10月3日）[30][31]

### CM
- アズハウス - CMソング『Strawberry Red』（作曲：大西由希子 名義）を提供。東海テレビ、メ〜テレ、中京テレビ、CBCで放映

### ラジオ
- 文化放送：「福井謙二 グッモニ」、「楽器楽園〜ガキパラ〜 for all music-lovers」、「吉田照美 飛べ!サルバドール」
- TOKYO FM：「中西哲生のクロノス」、「坂本美雨のディア・フレンズ」
- JFN：「Day by Day」
- ラジオNIKKEI：「テイスト・オブ・ジャズ」、「笑×音」、「中野アナへちょっと言わせて！〜雷部屋」
- ラジオ日本：「ヨコハマ・ラジアンヌスタイル」、「ゆうたろうの歌エンタ♪」、「加藤裕介の横浜ポップJ」
- NHKラジオ第一：「はっけんラジオ」
- NHK-FM横浜：「横浜サウンドクルーズ」
- FM大阪：「五十嵐はるみのソー・ナイス」
- 北日本放送(KNBラジオ)「とれたてワイド朝生!」
- KissFM：「4SEASONS」
- FM富山、FM徳島、FM新潟：「MO'Cool JAZZ」
- KBCラジオ：「PAO〜N」
- FM福岡：「Hyper Night Program GOW!!」、「SUPER RADIO MONSTER ラジ★ゴン」
- KBS京都：「森谷威夫のお世話になります!!」、「祇園pick upあっぷ」
- FM京都：「LIFT」、「Sunnyside Balcony」
- FMヨコハマ：「女子ジャズRadio」
- BAYFM：「The BAY☆LINE 」木曜日にゲスト出演の他、17時・18時時報後のジングルに参加
- FM三重：「Welcome to Radio CUBE」、「HOT AIR WAVE」、「M-Cabi」、「EVENING COASTER」
- FM石川：「Ciao!」
- 茨城放送：「スマイルスマイルPlus」
- BANANA FM「ランチブレイク・ラジオ」
- MUSIC BIRD：「大西貴文のTHE NITE」、「イントロに気をつけろ！」
- すまいるFM：「五十嵐はるみのヤンキーミュージック」、「ちばゆきの歌謡どうする？」
- FM世田谷：「長江健次のDARADAラジオ」、「琴姫チャンネル」
- ラジオ大阪：「高岡美樹のべっぴんラジオ」
- LOVE FM：「TENJIN UNITED」
- FM鴻巣フラワーラジオ：「Wmiba ピックアップアーティストスペシャル」
- FMサルース：「12時を待てないシンデレラ」
- レディオ湘南：「いっちゃんのPEACEFUL BEATS」
- FMaiai：「In The Pocket」、「みやけなおこのあいあいワールド」
- かつしかFM：「藤谷桃の桃の缶詰」
- FMとなみ：「HAPPY SHOWER」
- FM Ciao!：「榛名の元気な我が町」
- FM NORTH WAVE：「H ZETT M 〜HAPPY SATURDAY NIGHT〜」（2024年12月7日・14日）

### 雑誌
- jazz Life（IDGジャパン）〈表紙〉
- THE SAX（アルソ出版）〈表紙〉
- 月刊ミュージシャン（ミュージックトレード社）〈表紙〉
- JAZZ JAPAN（ジャズジャパン）
- jaz.in（シンコーミュージック）
- ミュージック・マガジン（ミュージック・マガジン）
- サックス・ワールド（シンコーミュージック）
- BAND LIFE（プロスコープ）
- PHP（PHP研究所）
- TSUMORI CHISATO ブランドムック本 2016 SPRING & SUMMER（宝島社）
- ブルーノート・ベスト・ジャズコレクション（デアゴスティーニ・ジャパン）
- サックス＆ブラス・マガジン（リットーミュージック）
- Jewelit（ワークチュールヨシダ）
- イセラ（中広）
- Kuun（メディアスタイル）
- ミポマ（システムワールド）

### 雑誌連載
- サックス・ワールド「Rolandエアロフォン ユッコ・ミラーが伝授！エアロフォン実践活用講座」（2018年 - 2019年、シンコーミュージック）